# 全日本新人王争覇戦

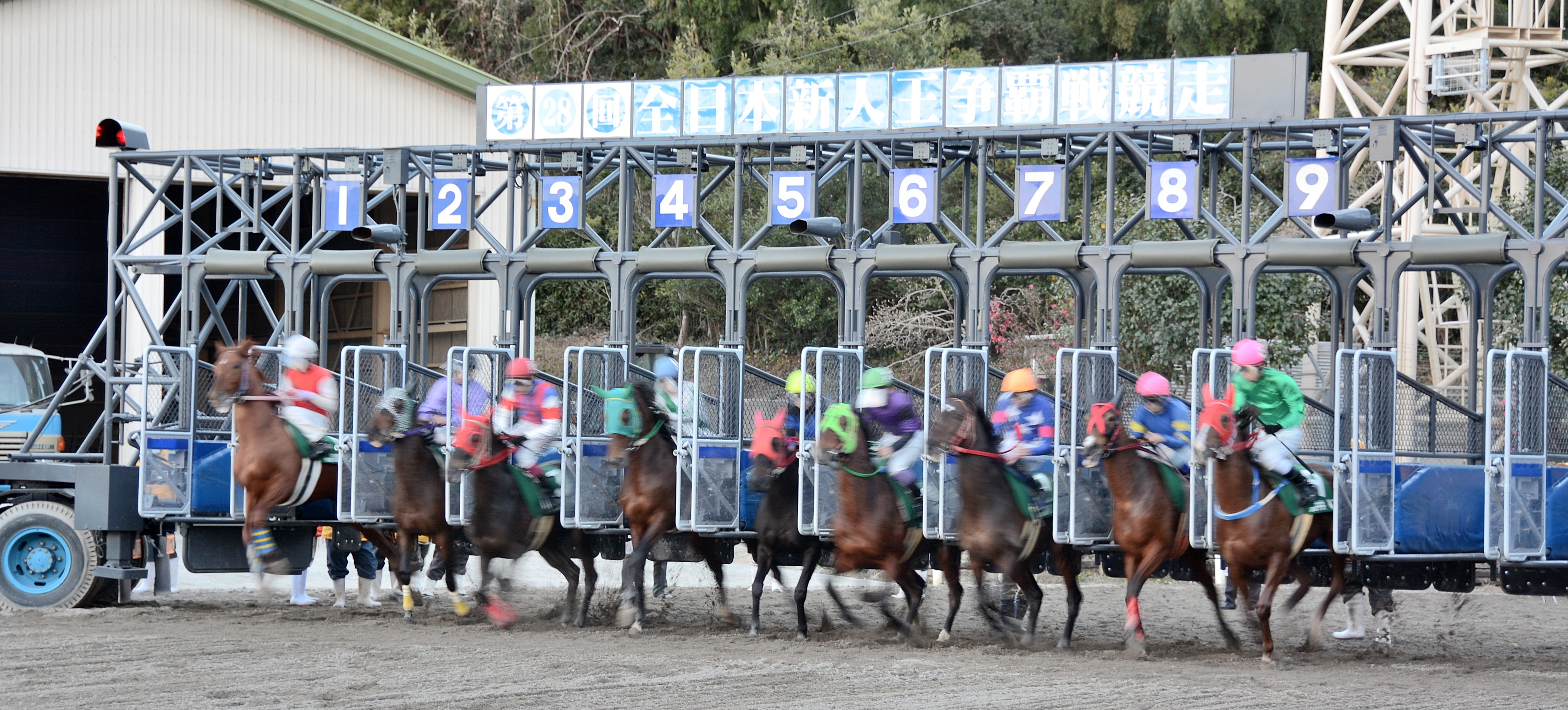
レースの模様（2014年）

全日本新人王争覇戦（ぜんにほんしんじんおうそうはせん）は、高知競馬場で開催される騎手招待競走（見習騎手による新人戦　出場年数制限は下述）である。
東京スポーツ新聞社が寄贈賞を提供しており、正式名称は「東京スポーツ協賛 全日本新人王争覇戦競走」と表記される。
総合優勝騎手に対する副賞は、高知県知事賞、地方競馬全国協会理事長賞、地方競馬教養センター所長賞、全国公営競馬主催者協議会会⻑賞、高知県馬主協会会長賞、東京スポーツ新聞社賞。

## 概要
1986年に創設され、総合優勝者には「新人王」の称号が贈られる。
出場騎手は全国の地方競馬（ばんえい競馬は除く）および日本中央競馬会から、騎手免許初取得後5年以内の騎手が各主催者の推薦を受け高知県競馬組合により成績などを参考に選考される。人数は中央所属が3人、地方所属が9人となっている。
2008年度（2009年）までは1競走のみの一発勝負で順位を決定していたが、2009年度（2010年）からは2競走の合計ポイントにより順位を決定する方式へ変更された。
施行時期は創設以来7月から10月の間で定着していたが、2003年度より年明けの2004年3月に変更（このため、2003年は開催がなかった）。2007年度（2008年）から2013年度（2014年）は1月に開催していたが、2015年は2月に行われた。
2021年（第35回）は新型コロナウイルス感染症の感染拡大を受けて当初は開催延期とされたが、その後開催中止とされた。

## 歴代優勝騎手
| 回数   | 施行日                                       | 1位（所属）                                  | 2位（所属）                                  | 3位（所属）                                  |                                              |
| ------ | -------------------------------------------- | -------------------------------------------- | -------------------------------------------- | -------------------------------------------- | -------------------------------------------- |
| 第1回  | 1986年8月24日                                | 松井孝仁（北海道）                           | 北野天洋（高知）                             | 山田博美（栃木）                             |                                              |
| 第2回  | 1987年8月30日                                | 細川直人（北海道）                           | 北浦充（笠松）                               | 田中守（紀三井寺）                           |                                              |
| 第3回  | 1988年8月28日                                | 山田和久（北海道）                           | 西村一浩（栃木）                             | 吉田稔（愛知）                               |                                              |
| 第4回  | 1989年8月27日                                | 安部幸夫（愛知）                             | 河端裕二（中津）                             | 安井良人（高知）                             |                                              |
| 第5回  | 1990年8月12日                                | 岡村裕基（川崎）                             | 椿山昭彦（笠松）                             | 三浦誠（上山）                               |                                              |
| 第6回  | 1991年8月4日                                 | 渋谷裕喜（北海道）                           | 安東章（中津）                               | 水野貴史（高崎）                             |                                              |
| 第7回  | 1992年8月9日                                 | 西内忍（高知）                               | 米山哲郎（愛知）                             | 中川竜馬（佐賀）                             |                                              |
| 第8回  | 1993年8月8日                                 | 藤川洋一郎（兵庫）                           | 中越豊光（高知）                             | 中島広美（笠松）                             |                                              |
| 第9回  | 1994年7月24日                                | 久保河内健（福山）                           | 左海誠二（船橋）                             | 米田真由美（高崎）                           |                                              |
| 第10回 | 1995年7月31日                                | 村上忍（岩手）                               | 木村健（兵庫）                               | 小嶋耕輝（新潟）                             |                                              |
| 第11回 | 1996年9月16日                                | 木村龍二（浦和）                             | 福永祐一（JRA栗東）                          | 水野淳平（笠松）                             |                                              |
| 第12回 | 1997年9月23日                                | 下條知之（佐賀）                             | 宮下瞳（愛知）                               | 大場徳子（福山）                             |                                              |
| 第13回 | 1998年9月15日                                | 熊木良介（新潟）                             | 田中浩晃（愛知）                             | 秋山真一郎（JRA栗東）                        |                                              |
| 第14回 | 1999年9月13日                                | 清水貴行（兵庫）                             | 上松瀬竜一（愛知）                           | 佐原秀泰（高知）                             |                                              |
| 第15回 | 2000年9月26日                                | 後藤孝鎮（荒尾）                             | 三井健一（栃木）                             | 宮川浩一（高知）                             |                                              |
| 第16回 | 2001年9月10日                                | 西川進也（兵庫）                             | 吉原寛人（金沢）                             | 宮川実（高知）                               |                                              |
| 第17回 | 2002年10月15日                               | 矢野猛（荒尾）                               | 真島大輔（大井）                             | 石崎駿（船橋）                               |                                              |
| 第18回 | 2004年3月22日                                | 柴原央明（JRA栗東）                          | 林幻（船橋）                                 | 五十嵐雄祐（JRA美浦）                        |                                              |
| 第19回 | 2005年3月21日                                | 伊藤千尋（北海道）                           | 山田順一（笠松）                             | 松島慧（荒尾）                               |                                              |
| 第20回 | 2006年3月20日                                | 森井美香（高知）                             | 田中純（荒尾）                               | 藤岡佑介（JRA栗東）                          |                                              |
| 第21回 | 2007年3月21日                                | 山本聡哉（岩手）                             | 竹田吉秀（愛知）                             | 塚田祥雄（JRA美浦）                          |                                              |
| 第22回 | 2008年1月14日                                | 石本純也（高知）                             | 安原勝久（兵庫）                             | 松崎正泰（大井）                             |                                              |
| 第23回 | 2009年1月12日                                | 黒澤愛斗（北海道）                           | 國分祐仁（浦和）                             | 持原大志（愛知）                             |                                              |
| 第24回 | 2010年1月12日                                | 伊藤工真（JRA美浦）                          | 澤田龍哉（船橋）                             | 大柿一真（兵庫）                             |                                              |
| 第25回 | 2011年1月17日                                | 中野省吾（船橋）                             | 遠藤健太（大井）                             | 松山弘平（JRA栗東）                          |                                              |
| 第26回 | 2012年1月16日                                | 高畑皓一（兵庫）                             | 石川慎将（佐賀）                             | 森島貴之（笠松）                             |                                              |
| 第27回 | 2013年1月21日                                | 杉原誠人（JRA美浦）                          | 田中涼（川崎）                               | 杉浦健太（兵庫）                             |                                              |
| 第28回 | 2014年1月15日                                | 鴨宮祥行（兵庫）                             | 中井裕二（JRA栗東）                          | 日野太一（佐賀）                             |                                              |
| 第29回 | 2015年2月11日                                | 井上幹太（北海道）                           | 木之前葵（愛知）                             | 笹川翼（大井）                               |                                              |
| 第30回 | 2016年1月20日                                | 見越彬央（浦和）                             | 村上弘樹（愛知）                             | 水野翔（北海道）                             |                                              |
| 第31回 | 2017年1月24日                                | 藤本現暉（大井）                             | 林謙佑（船橋）                               | 加藤祥太（JRA栗東）                          |                                              |
| 第32回 | 2018年1月23日                                | 加藤聡一（愛知）                             | 塚本雄大（高知）                             | 坂井瑠星（JRA栗東）                          |                                              |
| 第33回 | 2019年1月22日                                | 藤田凌（大井）                               | 岡村健司（船橋）                             | 武藤雅（JRA美浦）                            |                                              |
| 第34回 | 2020年1月21日                                | 岩田望来（JRA栗東）                          | 西村淳也（JRA栗東）                          | 出水拓人（佐賀）                             |                                              |
| 第35回 | 新型コロナウイルス感染拡大防止のため開催中止 | 新型コロナウイルス感染拡大防止のため開催中止 | 新型コロナウイルス感染拡大防止のため開催中止 | 新型コロナウイルス感染拡大防止のため開催中止 | 新型コロナウイルス感染拡大防止のため開催中止 |
| 第36回 | 2022年1月25日                                | 泉谷楓真（JRA栗東）                          | 関本玲花（岩手）                             | 多田羅誠也（高知）                           |                                              |
| 第37回 | 2023年1月24日                                | 角田大河（JRA栗東）                          | 飛田愛斗（佐賀）                             | 兼子千央（金沢）                             |                                              |
| 第38回 | 2024年1月23日                                | 細川智史（愛知）                             | 古岡勇樹（川崎）                             | 佐々木大輔（JRA美浦）                        |                                              |
| 第39回 | 2025年1月21日                                | 高杉吏麒（JRA）                              | 七夕裕次郎（浦和）                           | 吉村誠之助（JRA）                            |                                              |

## 関連記事
- 見習騎手
- 若手騎手限定競走
- ヤングジョッキーズシリーズ（予選ラウンドは地方競馬各地、決勝ラウンドは地方・中央で各2レースずつ開催）